# Уэйко (кратер)
Уэйко (англ. Waco) — небольшой марсианский ударный кратер, расположенный на плато Меридиана. Координаты кратера — 2°02′30″ ю. ш. 5°30′32″ з. д. / 2,0418278° ю. ш. 5,5089028° з. д.. Кратер был попутно осмотрен марсоходом «Оппортьюнити» 28 марта 2005 года (418 сол). Диаметр кратера составляет порядка 10 метров. Вокруг и внутри кратера присутствует множество горной породы, которая была выброшена при ударе. Кратер находится в 54 м западнее от кратера Бета, в 84 м западнее кратера Бигль, и в 582 м севернее кратера Синкхол. Исследования кратера ограничились его визуальным осмотром (научной ценности не представлял).

Кратер Уэйко, снятый с борта марсохода «Оппортьюнити» 16 июля 2006 года (880 сол).

|                                          | |
| Кратер Уэйко 15 июля 2006 года (879 сол) | «Оппортьюнити» изучает марсианскую поверхность своим манипулятором (а именно проводит фотосъёмку поверхности при помощи микрокамеры) напротив данного кратера, 16 июля 2006 года (880 сол) |